# 勐海槭
勐海槭（学名：Acer huianum）是无患子科槭属的植物，为中国的特有植物。分布在中国大陆的云南等地，生长于海拔1,800米的地区，多生于山坡林中，目前尚未由人工引种栽培。

## 别名
步曾槭（植物分类学报）